# Thüringen
För andra betydelser, se Thüringen (olika betydelser).
Thüringen är ett förbundsland i centrala Tyskland. Dess area är 16 172 kvadratkilometer. Dess största utbredning i nord-sydlig riktning är omkring 160 kilometer och i öst-västlig riktning omkring 200 kilometer.
Thüringen har drygt 2,1 miljoner invånare (2019). Förbundslandets huvudstad är Erfurt.

## Flagga och vapen
Förbundslandets flagga och vapen antogs officiellt 1991, och företer stora likheter med Hessens flagga och vapen, vilket beror på att Thüringen fram till 1500-talet var en del av Lantgrevskapet Hessen.  Den enda skillnaden mellan Hessen och Thüringens flagga är att de röda och vita fälten kastats om samt detaljen kronan på huvudet.
Thüringens vapen visar i blått fält ett upprest lejon med krona av guld. Lejonet är sju gånger delat i rött och silver. Det äldsta bilden av detta lejon finns i sigillet för den thüringske lantgreven Hermann I av Thüringen (1190–1217). Skölden är beströdd med åtta silverfärgade stjärnor. Dessa stjärnor representerar de åtta mikrostater som 1920 bildade fristaten Thüringen.

## Historia
De germanska thüringarna omnämndes först på 400-talet och var då en hednisk folkstam. Deras rike sträckte sig en tid från Elbe i trakten av nuvarande Hamburg till Donau vid Regensburg, men omkring 531 störtades det av de förenade frankerna och sachsarna, varefter norra delen av deras land tillföll sachsarna och kallades Nordthüringergau. Området söder om Thüringerwald fick namnet Franken efter sina erövrare, och namnet Thüringen inskränktes inom de trånga gränser det ännu har.
Thüringen förblev en frankisk besittning, och frankiska grevar styrde i de olika "gauen", i vilka landet var delat. Kristendomen, om inte infördes, åtminstone befästes i dessa trakter av Bonifatius. Ett biskopsstift upprättades i Erfurt, och under Karl den store var "thüringska mark" utgångspunkt för verksamma operationer mot de hedniska sorberna.

### De thüringska lantgrevarna
839 förekommer första gången titeln greve av Thüringen  ("ducatus Toringubæ cum marchis suis"). Under de sachsiska kejsarna gjorde de särskilda grevarna i Thüringen sig alltmer oberoende, men landet samlades till en större enhet 1130, då Ludvig I av Thüringen, sannolikt tillhörande en i landet länge bosatt släkt, av kejsar Lothar I utnämndes till lantgreve av Thüringen. Han efterträddes av sin son Ludvig II av Thüringen (död 1172), om vilken de thüringska sagorna ha mycket att förtälja, dennes son Ludvig III av Thüringen den milde, som dog barnlös på Cypern under hemfärden från tredje korståget (1190), hans broder Herman I, som vid Henrik Lejonets fall blev pfalzgreve av Sachsen. Hans son Ludvig IV (död 1227 på en pilgrimsfärd till Jerusalem) och dennes gemål, den heliga Elisabet (död 1231), är bland de mest bekanta personligheterna i tyska medeltiden.
Den siste lantgreven av denna släkt var Ludvig IV:s broder Henrik Raspe, efter vars död (1247) utbröt det ödeläggande thüringska tronföljdskriget, som 1263 slutade så, att markgreve Henrik den upplyste av Meissen (av huset Wettin), Henrik Raspes systerson, fick det egentliga Thüringen, varemot det dittills med Thüringen förenade Hessen tillföll Ludvigs och Elisabets dotter Sofia. En son till Henrik den upplyste var Albrekt II den vanartige (född 1240, död 1314), som 1293 sålde Thüringen till tyske kungen Adolf av Nassau.
Men varken dennes eller hans efterträdare Albrekt I av Tysklands försök att tillägna sig Thüringen lyckades, utan det fortfor att tillhöra markgrevarna av Meissen, vilka 1423 fick kurfurstlig värdighet som hertigar i Sachsen. Vid Sachsens delning 1485 lades Thüringen huvudsakligen till den ernestinska linjens besittningar.

### Huset Wettin
Ännu under Fredriks son kurfursten Fredrik den saktmodige
(1428–1464) var de wettinska besittningarna splittrade på olika medlemmar av huset. Först dennes söner kurfurst Ernst (1464–1486) och hertig Albrekt (1464–1500), regerade gemensamt över dem alla. De omfattade vid denna tid ungefär det nuvarande förbundslandet Sachsen (utom Ober-Lausitz) jämte större delen av Thüringen och sydligaste delen av Sachsen-Anhalt. Men denna mycket betydande landkomplex splittrades åter (och för alltid), då bröderna genom fördraget i Leipzig 26 augusti 1485 delade sina länder.
Ernst, stamfader för den ernestinska linjen, fick på sin lott bland annat det egentliga kurfurstendömet Sachsen (det forna hertigdömet Sachsen) och större delen av de thüringska besittningarna. Albrekt, stamfader för den albertinska linjen, fick bland annat det gamla markgrevskapet Meissen med städerna Dresden och Chemnitz (centrum för en livlig vävnadsindustri) samt norra delen av Thüringen; till hans andel hörde också Leipzig, redan vid denna tid medelpunkt för en betydande transitohandel och sedan 1409 säte för ett universitet.
Under gemensam förvaltning förblev bland annat de rika bergverken (silvergruvorna i Freiberg bröts sedan 1100-talet, tenngruvorna i Altenberg sedan 1458). De ernestinska besittningarna var osammanhängande och splittrade, vilket försvårade deras utveckling till en sluten stat. Vida lättare var detta i de väl avrundade albertinska länderna, för vilka redan
1486 en kollegial "landesregierung" inrättades och vilkas odelbarhet fastslogs 1499.

### Söndring under den ernestiska linjen

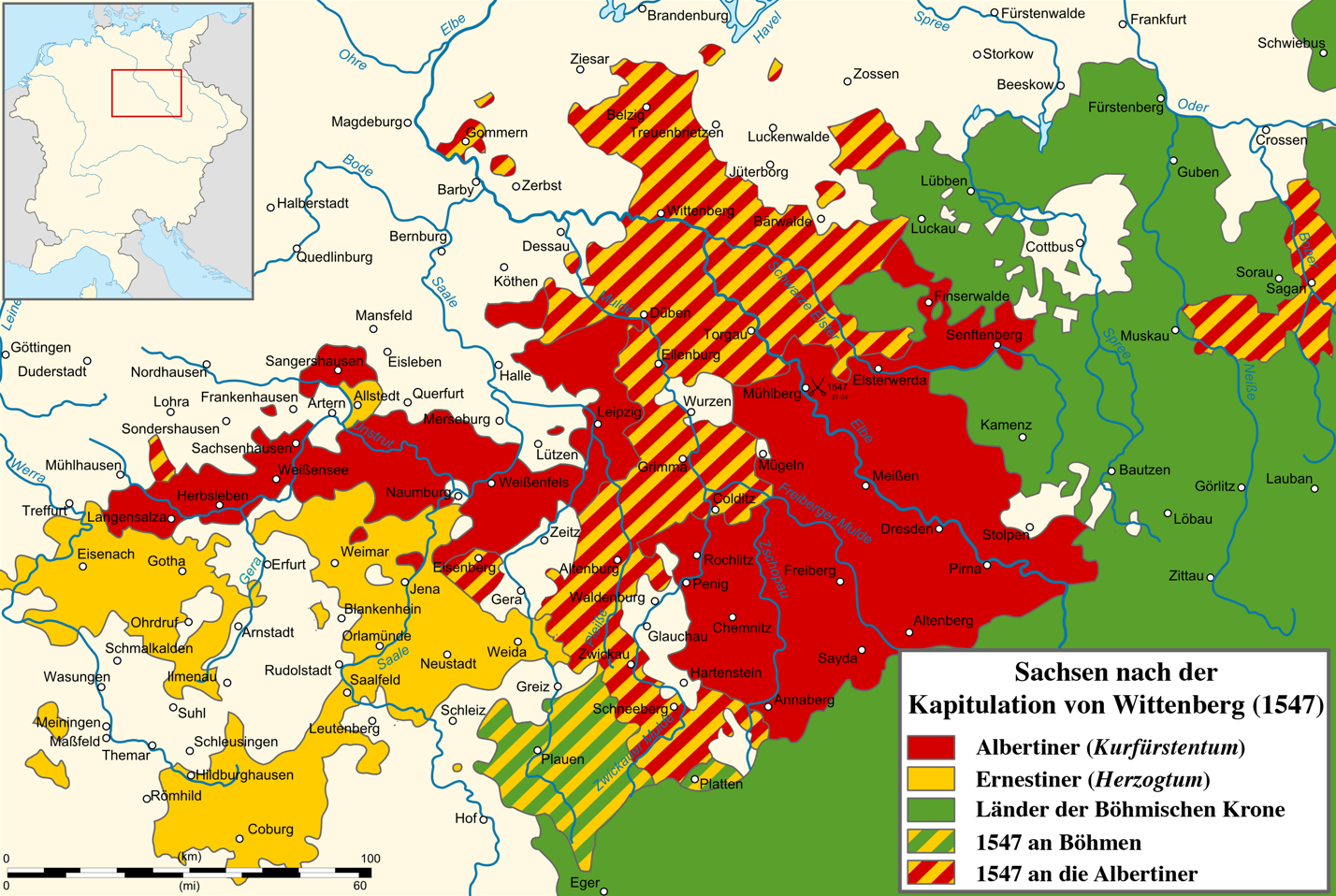
Sachsen efter kapitulationen i Wittenberg 1547:
Moritz' albertinska land (streckat: förvärv)
Johan Fredriks ernestinska land
Böhmiska land

De ernestinska kurfurstarna Fredrik III den vise (1486–1525), Johan den ståndaktige (1525–1532) och Johan Fredrik (1532–1547) gynnade i sina länder reformationen, som utgått från det av Fredrik III (1502) grundlagda universitetet i Wittenberg. Den protestantiska statskyrkan i kurfurstendömet Sachsen, organiserad av Martin Luther, blev förebildlig för liknande organisationer inom och utom Tyskland.
Hertig Georg den skäggige, Albrekts son (1500–39), bekämpade däremot den nya läran. Georgs broder och efterträdare Henrik den fromme (1539–1541) införde emellertid reformationen också i de albertinska länderna; hans verk fullföljdes sedan 1541 av sonen Moritz (1115–16). Denne råkade inom kort i konflikt med sin syssling kurfursten; i förbund med kejsar Karl V berövade han efter slaget vid Mühlberg Johan Fredrik stora delar av dennes besittningar, framför allt det egentliga kurlandet, med vilket den kurfurstliga värdigheten var förenad ("Wittenbergkapitulationen" 1547).
Den ernestinska linjen behöll endast sina besittningar i Thüringen (även sin andel i bergverken fick den avstå), vilka sedermera splittrades genom ständiga delningar, och kom att i politisk betydelse stå långt efter den yngre albertinska (se Sachsen-Altenburg, Sachsen-Hildburghausen, Sachsen-Koburg-Gotha, Sachsen-Meiningen, Sachsen-Weimar-Eisenach).

### Thüringen återförenas
Fristaten Thüringen bildades den 1 maj 1920 genom sammanslagning av större delen territorier som tillhört åtta storhertig- och furstendömen inom Tyska Riket, nämligen Sachsen-Weimar-Eisenach, Sachsen-Coburg-Gotha, Sachsen-Altenburg, Sachsen-Meiningen, Schwarzburg-Rudolstadt, Schwarzburg-Sondershausen, Reuss-Gera och Reuss-Greiz. Ett undantag var Coburg som efter en folkomröstning hade överlåtits till Bayern.
Mellan 1932 och 1945 styrdes Thüringen av Nationalsocialistiska tyska arbetarepartiet som ett gau.
Thüringen ingick från 1945 i den sovjetiska ockupationszonen och utökade sitt territorium med delar ur den upplösta preussiska staten, bland annat exklaver från Hessen-Nassau och provinsen Sachsen. När DDR bildades ingick Thüringen i den nya, östtyska staten, men upplöstes år 1952 och delades upp på distrikten Erfurt, Gera och Suhl.
I samband med DDR:s upphörande 1990, återskapades Thüringen inför områdets anslutning till Förbundsrepubliken Tyskland.

## Geografi
Thüringen begränsas av floden Werra i väster, Harz-berget i norr, Saale-floden i öster. Orografiskt sett, består Thüringen av thüringska slätt- och kull-landet ("Thüringer Becken") samt Thüringerwald och angränsande land sydväst om dess höjdrygg, fram till Rhön, Ulster och Werra i väster, Main och dess tillflöde Hasslach samt Frankenwald i sydöst.

### Administrativ indelning
Förbundslandet består sedan en reform som utfördes den 1 juli 1994 av 17 distrikt (Landkreise) och 6 självständiga städer.

Thüringens distrikt

| Nr | Landkreis              | Huvudort       | Bilnummer | Area (km²) | Invånare (30 juni 2006) |
| -- | ---------------------- | -------------- | --------- | ---------- | ----------------------- |
| 1  | Altenburger Land       | Altenburg      | ABG       | 569,08     | 105 557                 |
| 2  | Eichsfeld              | Heiligenstadt  | EIC       | 939,82     | 109 576                 |
| 3  | Gotha                  | Gotha          | GTH       | 935,59     | 143 163                 |
| 4  | Greiz                  | Greiz          | GRZ       | 843,52     | 115 419                 |
| 5  | Hildburghausen         | Hildburghausen | HBN       | 937,38     | 70 612                  |
| 6  | Ilm-Kreis              | Arnstadt       | IK        | 843,30     | 116 382                 |
| 7  | Kyffhäuserkreis        | Sondershausen  | KYF       | 1 035,13   | 87 775                  |
| 8  | Nordhausen             | Nordhausen     | NDH       | 710,91     | 93 084                  |
| 9  | Saale-Holzland-Kreis   | Eisenberg      | SHK       | 816,99     | 90 313                  |
| 10 | Saale-Orla-Kreis       | Schleiz        | SOK       | 1 148,41   | 92 739                  |
| 11 | Saalfeld-Rudolstadt    | Saalfeld       | SLF       | 1 034,58   | 124 369                 |
| 12 | Schmalkalden-Meiningen | Meiningen      | SM        | 1 210,14   | 136 632                 |
| 13 | Sömmerda               | Sömmerda       | SÖM       | 804,17     | 76 508                  |
| 14 | Sonneberg              | Sonneberg      | SON       | 433,36     | 63 532                  |
| 15 | Unstrut-Hainich-Kreis  | Mühlhausen     | UH        | 975,48     | 113 413                 |
| 16 | Wartburgkreis          | Bad Salzungen  | WAK       | 1 304,84   | 137 527                 |
| 17 | Weimarer Land          | Apolda         | AP        | 803,03     | 87 805                  |

### Större städer i Thüringen
Självständiga:
- Erfurt, huvudstad
- Eisenach
- Gera
- Jena
- Suhl
- Weimar

Andra:
- Altenburg
- Gotha
- Nordhausen

### Floder i Thüringen
- Saale
- Werra
- Weisse Elster
- Ilm
- Unstrut

Thüringens högsta berg är det 982 meter höga Großer Beerberg.